# ジョン・R・ブリンクリー
ジョン・ロミュラス・ブリンクリー（英語: John Romulus Brinkley, 後のジョン・リチャード・ブリンクリー英語: John Richard Brinkley, 1885年7月8日 – 1942年5月26日）は、医師を詐称したアメリカ人である（彼は合法的な医学教育を受けず、「ディプロマミル」から医学の学位を買った）。彼はヤギ精巣の人間への異種移植を通して、国民の名声、国際的な悪評、および莫大な財産を得た後に「ヤギ腺医者」として知られるようになった。
当初、ブリンクリーは勃起不全の治療方法としてこの施術を推進したが、最終的にその方法が男性の様々な病気のための実質的な万能薬であると主張するにいたった。
彼はいくつかの州で診療所と病院を運営し、医学界でブリンクリーを中傷する人間や批判者が最初から彼の方法を全く信用していなかったにもかかわらず、約20年もの間活動を続けることができた。
彼は、また、偶然がきっかけで、メキシコのボーダーブラスター（他国を標的にした放送局）のラジオ放送の時代を始めた先駆者となり、宣伝広告をおこなった。
彼はカンザス州と他のいくつかの州で医師免許を剥奪されたが、それにもかかわらず、カンザス州と他の国々で何十万人もの人々に愛されていた扇動者のブリンクリーは、カンザス州知事に立候補して2回の選挙を戦い、そのうち1回はもう少しで当選するところであった。
ブリンクリーの名声と富の高揚は最終的な凋落と同じくらい急激だった。彼はキャリアの絶頂期に数百万ドルを稼いだ。そのうえ彼は、医療過誤、不法行為による致死、詐欺といった数多くの訴訟を起こされ、ほとんどなんの責任も取ることなく亡くなった。

## 若いころ
ブリンクリーの父は、ノースカロライナ州で医学を修めた貧しい山男で、アメリカ南北戦争中に南部連合軍の衛生兵として働いていたジョン・リチャード・ブリンクリーである。
ブリンクリーの父の最初の結婚は、彼が未成年であったために無効にされた。彼は成人した後、さらに4回結婚し、その若い妻はそれぞれ長生きした。1870年に、42歳で、彼はサラT.ミンガスと結婚した。
後に、ミンガスの24歳の姪サラ・キャンディス・バーネットが、家に引っ越してきた。家族は2人のサラを区別するためにブリンクリーの妻を「サリー」と呼んだ。
サラ・バーネットは、ノースカロライナ州ジャクソン郡にあるベータの町で、赤ん坊のジョン・ロミュラス・ブリンクリーをとりあげ、父親の名「ジョン」の後に、ローマ建国神話の狼の乳を飲む双子の「ロムルス」の名を授けた。 ブリンクリーが5歳の時、サラ・バーネットは肺炎と結核で亡くなった。
サラ T. こと「サリーおばさん」とジョン・ブリンクリーは、同じ郡内のタッカセギー川近くのイースト・ラポートに少年ロミュラスとともに引っ越した。家族はこの間ほとんどお金を持っていなかった。
ジョン・リチャード・ブリンクリーは、息子が10歳のときに亡くなった。若きブリンクリーはタッカセギー地区にある1室しか無い丸太小屋の学校に通っていた。そこでブリンクリーは、教育委員会の委員の裕福な娘であるサリー・マーガレット・ワイクに出会った。
ブリンクリーが13歳のとき、学期は延長され、より良い教師が従事していた。ブリンクリーは16歳で勉強を終え、地元の町で郵便物を運ぶ仕事を始め、 電信の使い方を学び始めた。しかし彼は医者になりたいと思っていた。

## 家族と教育
ブリンクリーは、電信技手としてウェスタンユニオンで働くためにニューヨークに行った。その後、彼はニュージャージー州に引っ越して、鉄道会社で働いた。 1906年の終わりごろ、母「サリーおばさん」の具合が悪いと聞いて彼は帰省した、彼女は1906年12月25日に亡くなった。
その後、ブリンクリーは22歳で1歳年上のサリー・ワイクに慰められた。 二人は、1907年1月27日、ノースカロライナ州シルバで結婚した。
二人はクエーカー教徒の医師を演じながら旅をし、田舎町でメディシン・ショー(medicine show、薬を売るための興行)を行い、特許医薬品の行商をした。
次に、ブリンクリーは、テネシー州ノックスビルへと向かった、そこで彼は有能な助手を演じ、バーク博士という男と一緒に、タカのような男らしさの効能がある薬「トニック」の販促をおこなった。
1907年に、ブリンクリーはシカゴで妻と定住し、11月5日に娘ワンダ・マリオン・ブリンクリーの誕生を祝った。新しい父親は、折衷医学（Eclectic medicine）に焦点を当てたうさん臭いカリキュラムを持つ、未認定の学校であるベネット医科大学に入学した。ブリンクリーは、夜は電信技手としてウェスタンユニオンで働き、日中は授業に出席していた。1908年、ブリンクリー家は生まれて3日目に亡くなった息子を埋葬した。
学校で、ブリンクリーは腺抽出物とそれらが人間のシステムに及ぼす影響の研究を紹介された。彼はこの新しい分野が自分のキャリアを前進させるのに役立つと確信した。2年間の勉強、そしてより多くの借金の後、ブリンクリーはウェスタンユニオンで2交替制に入り夏の仕事量を2倍にした、ある日、彼が帰宅すると、妻と娘がいなくなっていた。サリーは離婚と養育費を申請したが、2ヵ月の費用を支払った後、ブリンクリーは娘を誘拐し、一緒にカナダに逃げた。
サリー・ブリンクリーは、カナダからの引き渡し命令を得ることができなかったので、慰謝料と養育費のための訴訟を取り下げ、ブリンクリーは子供と一緒にシカゴに戻ることができた。夫婦は不安定な結婚生活を再開した。
1911年、ブリンクリーが3年目の研究を終える前、サリーは再び彼のもとを去り、1911年7月11日にもう一人の娘、エルナ・マキシン・ブリンクリーを連れ、タッカセギーに帰郷した。ブリンクリーはノースカロライナ州に戻るため未払いの学費を納めて、シカゴを去り、家族の元へ戻った。
そこで、彼は「学部の医師」として働き始めた が、身を立てることに失敗した。 彼は家族をフロリダ州とノースカロライナ州の別の町へと移動させ、「荷造りして、ある場所から別の場所にずっと移動した」。

### ディプロマミル
1912年に、ブリンクリーはミズーリ州 セントルイスで、今度は自分の教育の糸を取り戻そうと、家族のもとを去った。
彼が支払う義務のある授業料をベネット医科大学に納めていないという理由から、大学はブリンクリーが希望する医学校のいずれにも、彼の学業記録を転送することを拒否した。代わりに、ブリンクリーはカンザスシティの折衷医科大学として知られている胡散臭いディプロマミルから医学修了証を購入し、帰宅した。
1913年2月11日、娘ナオミ・ベリル・ブリンクリーが生まれた。 5人家族はすぐにニューヨークに移り、その後間もなくシカゴに引っ越した。ブリンクリーが医者になるという目標をあきらめることを拒否したとき、サリー・ブリンクリーはノースカロライナに3人の女の子を連れて、最後にもう一度、彼のもとを去った。
ブリンクリーは、ジェームス・E.・クロウフォード（別名：J.W. バークスを使用） という名前の男性とサウスカロライナ州グリーンビルで店頭事業を始めた。
二人は「Greenville Electro Medic Doctors」という店を開業し、精力低下を心配する男性を引き付けるための広告を出した。
彼らは患者に1回25ドル（現在価値で700ドル）で単なる着色水を注射し、それがサルバルサン または「ドイツからの電気医療」であると宣伝した。
2ヵ月後、彼らは急いで未払いの家賃、公共料金の請求書、そして衣料品や医薬品の借金を残して、町を出た。地元の新聞は、この二人組が約30〜40人の地元の商人に未払いの小切手を残したと報じた。彼らはクロウフォードがかつて住んでいた場所、テネシー州メンフィスで解散した。

### 再婚
メンフィスで、ブリンクリーは、クロウフォードの友人であり地元の医者の娘である21歳のミネルバ・テリタ "ミニー" ジョーンズに出会った。
1913年8月23日に、4日間の求愛後、彼はサリー・ブリンクリーとまだ結婚していたにもかかわらず、ピーボディ・ホテルでジョーンズと結婚した。ミニーとジョン・ブリンクリーはカンザスシティ、デンバー、ポカテロ、ノックスビルで新婚旅行をした。
ブリンクリーはノックスビルで逮捕され、グリーンビルに引き渡され、免許なしで薬を投与し、不正な小切手を書いた罪で刑務所に入れられた。
ブリンクリーは保安官にそれがすべてクロウフォードのせいであると訴え、ポカテロでクロウフォードを逮捕するのに十分な情報を捜査官に与えた。2人は刑務所で再会した。ブリンクリーとミネルバには1970年代に自殺する息子ジョンがいた。
ブリンクリーとクロウフォードは、グリーンビルの怒れる商人たちを法廷外で落ち着かせるため、数千ドルで和解することに決めた。
そのほとんどはクロウフォードが支払った。ブリンクリーの新しい義理の父は保釈金を支払ったが、彼の詐欺罪の和解に支払われた額はわずか200ドル（現在価値で5,400ドル）であった。ブリンクリーはメンフィスでミニー・ブリンクリーと再び一緒になった。
そこには、サリー・ブリンクリーが待ち受けており、ミニー・ブリンクリーに彼は重婚者であると告げた。ミニーとジョン・ブリンクリーはアーカンソー州のジャドソニアに移り、そこで医療を行うための「学部免許」を再び取得し、その専門分野を「女性と子供の病気」と宣伝した。
彼はほとんど利益を上げることができず、陸軍予備軍医療隊に入隊した。
ブリンクリーは、州外に転居していた別の医者のオフィスを引き継ぐという申し出を受け入れた。ここで、ブリンクリーはそこそこの利益を上げ始め、そしてついにベネット医科大学に支払うべき授業料を完納できた。
1914年10月に、ブリンクリー家はカンザスシティに移り、そこで彼はベネット医科大学で始めた教育の残りを終えるために、そこの折衷医学大学に入学した。
老人の前立腺の刺激と拡大を研究し、そして大学に100ドル（現在価値で2500ドル）を支払った後、ブリンクリーは1915年5月7日に卒業した。
この折衷医学の卒業証書により、彼は8つの州で医療行為が可能となった。カンザスシティにいる間、ブリンクリーはスウィフト・アンド・カンパニー工場の医者として仕事をし、軽い傷を治療し、動物生理学を研究した。ブリンクリーは、この工場で屠殺されている動物の中で最も健康な動物はヤギであるという一般的な見解、のちの彼の医学的キャリアに極めて重要な影響を与える見解、を学んだ。
彼の重婚が暴露される懸念を解決するため、ミニーはブリンクリーがサリーとの離婚を申請するように勧め、1915年12月に申請した。
裁判所がサリーに直接問い合わせるのを防ぐために、以前ニューヨークで結婚したことがあるが、彼女の現住所を知らないと書いた。離婚は1916年2月21日に決定した。
4日後、ミニーとブリンクリーはミズーリ州リバティで再婚した。ブリンクリーは、離婚から再婚までに必要な6か月を待たなかった。
1917年、第一次世界大戦中、今は予備役であるブリンクリーは招集された。しかし、彼はわずか2ヵ月余りしか応じなかった。そのほとんどの期間、彼は入院し、神経衰弱を患っていた。同年10月に、ブリンクリーと妻は、町に医者が必要だという新聞広告を見つけ、カンザス州ミルフォードに引っ越した。

## ヤギの生殖腺移植
1918年、ブリンクリーはミルフォードに16部屋の診療所を開設し、そこで地元の経済を活性化させ、1918年のインフルエンザで伝染性が高く致命的な大流行に苦しんでいる患者の自宅を訪問し、良い治療をおこなうことで、地元住民の賛同を即座に受けることとなった。
のちに、ニセ医者として悪名高くなったが、インフルエンザの罹患者を治癒させた彼の成功、そして彼が治療に費やした時間は、非常に積極的なものだった。

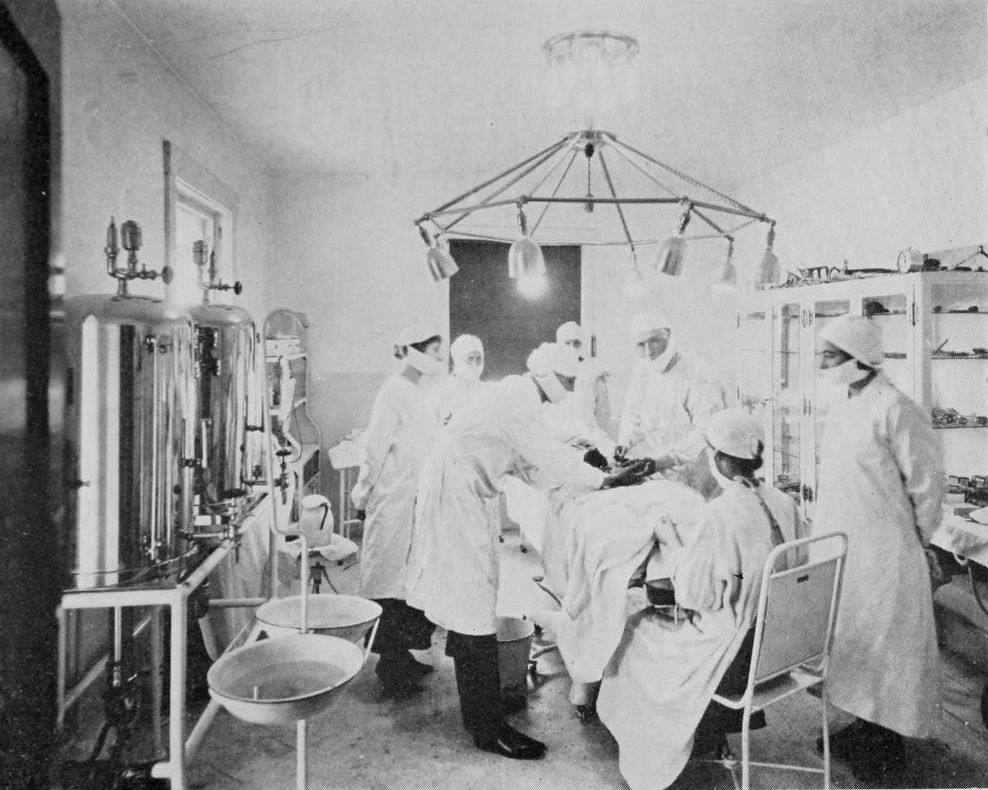
ミルフォードのブリンクリー病院の手術室

ブリンクリーが委任した伝記で述べているように、彼は「精力の弱い」人を治療できるかどうかをある患者から尋ねられたとき、ヤギの精巣を男性に移植するアイデアを思いついた。
ブリンクリーは冗談で「あなたに1組のヤギの精巣腺」があれば問題ないと冗談を言って答えた。その後、その患者はブリンクリーに150ドルでその手術を試みるよう頼んだ（のちに、その患者の息子は、カンザスシティ・スター新聞に以下のように語っている。「その実験を行なってくれれば、彼の父親がブリンクリーに手厚く報酬を支払うことを申し出た」）。
ブリンクリーの診療所では、施術１回あたり$ 750（現在価値で 9400ドル ）の費用で、男性患者に、ヤギの精巣腺を移植して、男性の精力低下と不妊を回復治療できると主張し、手術を実行し始めた。
彼のこの荒っぽい手術を実行すると、患者の体はヤギの組織を異物として通常は吸収するだけだろう。
この施術において、ヤギの生殖腺は、ヒトの男性の精巣嚢、または女性の卵巣近くの腹部内に、単純に移植配置されているだけであり、体内に生着することはできない。
ブリンクリーの疑わしい医療技能（評判の悪い医療学校で75％しか修了していない）を考慮すると、無菌性に劣る手術環境での施術を繰り返し、感染症に罹患させ、数知れない多数の患者が死亡することは、当然の結果であった。彼は、1930年から1941年の間の不法医療行為による致死の罪で十数回以上訴えられることになった。

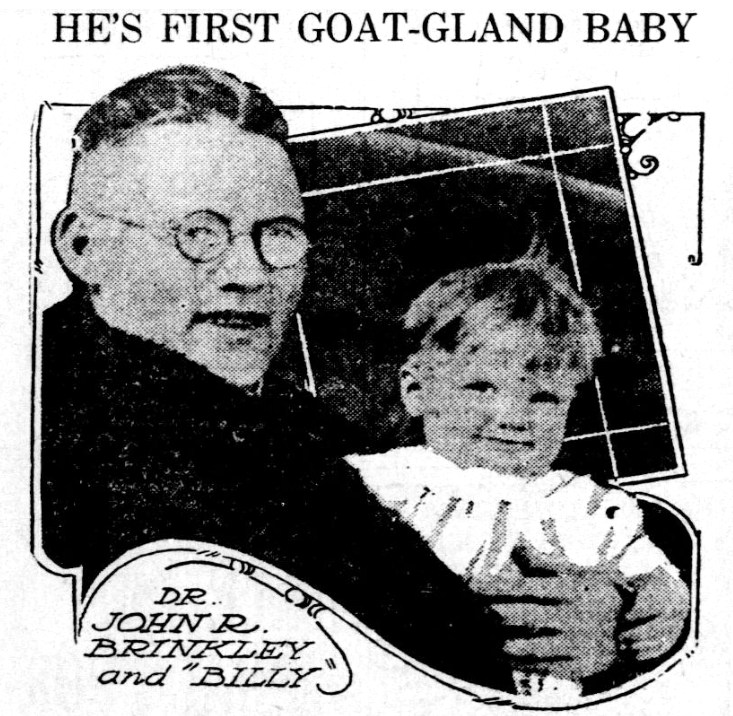
「最初のヤギ生殖腺移植治療による赤ん坊」である「ビリー」を強調した1920年の新聞記事

ブリンクリーが診療所を開いた直後、彼は主要な新聞に電話をかける次のような広告戦略をおこなった、すなわち、最初のヤギ生殖腺移植患者の妻は男の子を産んだと。
ブリンクリーは、認知症、気腫、鼓腸まで、27の病気の治療法としてこの施術を促進し始めた。 彼はダイレクトメール作戦も始め、広告代理店を雇った。そして、広告は、ブリンクリーが、治療により、救われない男性を「子羊を持つ雄羊」に変えるという、イメージを抱かせる助けとなった。
彼の広報活動、また成層圏からの主張（後述のラジオ放送）は、アメリカ医師会（AMA）の注目を集め、治療の秘密を調べるために調査官を診療所に送ることとなった。その調査官は、脊髄腫瘍の治療法としてヤギの卵巣を移植され、診療所周辺でよろめいている女性を見つけた。
それ以来、ブリンクリーはAMAの追跡監視を受け、最終的に彼を没落させる張本人で、また彼の医療詐欺を暴くこととなるモリス・フィッシュベイン医師の目に留まることとなった。
同時に、サルの精巣を男性に移植することで知られるようになったサージ・ヴォロノフを含む、他の医師も腺移植を試みていた。
1920年に、ヴォロノフはシカゴの病院で他の何人かの医者の前でその技術を示した、そこにブリンクリーは招かれてもいないのに現れた。
ブリンクリーは閉め出されたが、新聞に写真や経歴が掲載され、結局シカゴの病院で彼自身の手術の実演が実現する結果となった。ブリンクリーは、裁判官、市会議員、裕福な婦人、今は無いシカゴ大学ロースクール（現在のシカゴ大学ロースクールと異なる）の学長など、34人の患者にヤギの睾丸を移植し、すべて報道公開の中で実施された。彼の世間の注目は高まり、ミルフォードでの生殖腺移植ビジネスは急速に活発化した。
1922年、ブリンクリーは、ロサンゼルス・タイムズのオーナーであるハリー・チャンドラーの招待を受けてロサンゼルスを訪れ、ヤギの睾丸を彼の編集者の一人に移植するよう依頼された。手術が成功したならば、彼はブリンクリーを「アメリカで最も有名な外科医」にするであろう、そうでなければ自分自身を「間抜け」と考えるべきである、と彼は書いている。
カリフォルニアは折衷医科大学のブリンクリーの医師免許を認めなかった、しかしチャンドラーは各方面に手を回し、彼に30日の許可を得た。生殖腺移植手術は成功と判断され、ブリンクリーはチャンドラーの論文で彼が約束した注目を受けた、その結果、ハリウッド映画スターを含む新しい多くの顧客が獲得できた。
ブリンクリーはハリウッドという都市、そして潜在的な患者という形ですべてお金となることに強く惹かれ、彼は診療所を移転する計画を立て始めた。
しかし、カリフォルニアの医療委員会が彼の履歴書に「嘘と矛盾があった」ことを発見したため、医療行為実施の永久免許の申請を拒否したとき、彼の希望は打ち砕かれた。ブリンクリーは臆せず、カンザス州に戻り、ミルフォードにある診療所を拡張し始めた。
ブリンクリーの活動は、「ヤギの生殖腺」という映画業界の用語を生み出した、この用語は音声部分を無声映画フィルムに「移植」し、市場性のあるものする製作技術を指す。

### ブリンクリー初のラジオ局
ロサンゼルスにいる間、ブリンクリーはチャンドラーが所有するラジオ局であるKHJを見学した。当時、公共ラジオ放送は非常に低調であったにもかかわらず、彼は広告とマーケティング媒体としてのラジオの力をすぐに理解し、彼の施術を促進するために自分のラジオ局をつくる決心した。
1923年までに、彼は１キロワットの送信機を使ってKFKB（ "Kansas First、Kansas Best"または "Kansas Folks Know Best"）を開設するのに十分な資本を持っていた。 その同じ年、セントルイス・スター新聞は医学のディプロマミルの痛烈な批判をおこなった、そして1924年に、カンザスシティ・ジャーナル・ポストは先例に従って、歓迎されざるブリンクリーのやり方を注意喚起した。
1924年7月、サンフランシスコの大陪審は、偽の医学の学位を授与する責任者、およびそれを受け取った医師らに19の起訴状を言い渡した。
ブリンクリーはそのうちの1人だった、カリフォルニア州の医療免許の申請が疑わしいことが理由であった。カリフォルニアからの調査官がブリンクリーを逮捕しようとしたとき、彼が州に多くのお金をもたらしていることから、カンザス州知事は彼を引き渡すことを拒否した。
ブリンクリーは自身のラジオ局の放送電波を利用して、アメリカ医師会とフィッシュベインに勝利したことを知らせた。
この頃には、ブリンクリーのインチキ療法とそれをバカにしていたアメリカ医師会誌の談話や記事の執筆を彼らは始めていたところであった。彼の生殖腺移植ビジネスはこれまで以上にお金を稼ぎ、世界中から患者を引き付け始めた。
ブリンクリーはラジオで毎日何時間も話し続け、主に彼のヤギの生殖腺移植による治療を促進した。彼は甘言を弄し、男性（そして女性）のエゴ、そしてもっと性的に活発になりたいという彼らの願望に、羞恥と懇願といった様々な形で働きかけた。
ブリンクリー自身の広告の合間に、彼の新しい送信局は、さまざまなエンターテイメントを放送した、すなわち、軍隊の楽団、フランス語のレッスン、占星術の占い、ハワイ原住民の歌のような物語とエキゾチック、そして昔の弦楽団、ゴスペル、初期のカントリー含むアメリカのルーツ音楽である。
彼のラジオ局が自身に与えた宣伝の後押しは絶大であり、ミルフォードも同様に恩恵を受けた。ブリンクリーは、新しい下水道と歩道、電気の設置、患者と従業員のための野外ステージとアパートの建設、およびすべての郵便を処理する新しい郵便局にかかる費用をすべて負担した。
彼はカンザス海軍で「提督」と命名され、ブリンクリー・ゴーツ（Brinkley Goats）と呼ばれる地元の野球チームを後援していた。
1925年、ブリンクリーは名誉学位を求めてヨーロッパを訪れた。イギリスのいくつかの研究機関で、すげなく拒絶された後、ブリンクリーは喜んで学位授与してくれるイタリアのパヴィアの大学を見つけた。
フィッシュベインとブリンクリーの元教師であるマックス・トレックは学位について聞いて、それを撤回するようイタリア政府に圧力をかけた。ブリンクリーは死ぬまでその学位を主張したが、ベニート・ムッソリーニが学位を取り消した。
ブリンクリーを廃業させるためのフィッシュベインの関心は高まり、ブリンクリーが診療した後に病気になったか死んだ人々についての物語を特集するより多くの記事を書いた。しかし、アメリカ医師会誌の読者はほぼ医師に限定されており、一方で、ブリンクリーのラジオ局は毎日人々の家に放送を直接届けた。
1927年9月3日、彼の息子の誕生後、 "ジョニーボーイ"という愛称でブリンクリーの子ジョン・リチャード・ブリンクリーⅢの小さな声がラジオ番組で流れた。結婚14年後の赤ちゃんの誕生に注目して、何人かのリスナーは、ブリンクリー自身がヤギの生殖腺治療を受けたのではないかと疑った。ブリンクリーはその噂を否定した。

### 医療質問箱
ブリンクリーは、彼のヤギの生殖腺が男性の前立腺の問題にも役立つ可能性があると主張し始め、また彼の事業を拡大した。
彼はまた、「医療質問箱」と呼ばれる新しいラジオ番組を始めた。そこでは、リスナーの医療に対する不平不満を読み上げ、独自の治療法を提案する。
これらの治療法は「ブリンクリー医薬品協会」のメンバーである薬局のネットワークでのみ利用可能であった。これらの提携薬局は、ブリンクリーの薬を非常に上乗せした価格で売却し、利益の一部をブリンクリーに送金し、残りを留保した。
これはブリンクリーに毎週14,000ドルの利益、現在価値で年間およそ10,918,500ドルを生み出したと推定される。ブリンクリーが提案した治療を他の診療所で受けた患者の報告は増加し始め、ついにブリンクリーが日常的にその薬を誤用していたメルク・アンド・カンパニーがフィッシュベインに処置を依頼した。
アメリカ医師会は、ブリンクリーを支配する権限を持っていないと回答した。
ブリンクリーと競合するラジオ局を所有していたカンザス・シティ・スターは、彼に一連の不利な報道をした。
1930年までに、カンザス州医療委員会がブリンクリーの医療免許を取り消すべきかどうかを決定するための正式な聴聞会を開いたとき、ブリンクリーは42人の死亡証明書に署名した。ブリンクリーの患者が、どれだけ多く病気になり、あとで別の場所でどれだけ死亡したのかは不明である。
医療委員会は、彼の免許を取り消し、ブリンクリーは「組織的なインチキを行った…卑しいイカサマ師の捏造をはるかに超えて」と述べた。
彼が医療免許を失ってから6ヵ月後、 連邦無線委員会（Federal Radio Commission）は、ブリンクリーの放送局の免許更新を拒絶した、その放送はほとんど広告であり、国際条約に違反し、わいせつな内容を放送していたこと、そして彼の「医療質問箱」シリーズは「公益に反する」というのが理由であった。
彼は委員会を訴えたが、裁判所は取消しを支持した、ブリンクリー 対 FRCの事件は、放送法のにおける画期的な判例となった。

## 政治的キャリア
医療および放送免許証を失うことに反抗したブリンクリーは、カンザス州知事になろうと名乗りを上げた、知事になれば自分を医療委員会のメンバーに任命し、医療行為を再開することができるようになる。彼は、医療免許を失ったわずか3日後に州知事に立候補し、ラジオ局を使って選挙運動を展開した。 彼のそばには、KFKBの最大のカントリーミュージックスター、ロイ・フォークナーがいた。
ブリンクリーは、公共事業のおおまかなプログラム（すべての郡に州立の人工湖をつくる）、教育（公立の子供向けの無料の教科書および黒人のための教育機会の増加）、低税金、および老齢年金を、キャンペーンした。彼はKFKBを通じドイツ語とスウェーデン語で放送することによって、移民らの投票を訴えた。

ブリンクリーはパイロットを雇い、自家用飛行機（彼はそれをロマンサーと呼んだ ）で、派手に選挙集会場に到着した。要するに、ブリンクリーは売名行為の達人であった。著名な新聞記者が、彼に州を治める資格があるのか、批判的な記事を掲載したとき、ブリンクリーは彼にヤギを送った。 
 彼の選挙運動は無所属の記入候補者（候補者リストになく、名前を記入する必要がある候補者）として行われた、なぜなら、投票用紙の印刷が終わった9月以降に、彼は立候補を宣言したからである。
選挙の3日前、カンザス州検事総長（医療委員会の前にブリンクリーを起訴したことのある人）は、記入候補者に関する規則が変更されたこと、すなわち「J.R.ブリンクリー」と正確に記入された投票用紙のみが有効であると発表した。
記入候補者として、彼は18万票（得票率29.5パーセント）もの票を獲得したにもかかわらず、ハリー・ハインズ・ウッドリングに敗れた、のちにウッドリングはフランクリン・ルーズベルト内閣で陸軍長官を務めた。
当時のデモイン・レジスター新聞によると、ブリンクリーの3万から5万票が先の規則により無効とされたと推定している。のちにウッドリングはそれらの票を算入し、ブリンクリーは勝っていただろうと認めている。
1932年に、ブリンクリーは再び無所属で立候補し、244,607票（得票率30.6パーセント）を獲得したが、共和党のアルフレッド・ランドンに敗れた、ランドンは1936年大統領選における共和党候補者である。
カンザス州で成功の見通しが全く立たなくなったため、ブリンクリーはKFKBを保険会社に売却し、メキシコの国境近くに転居することにした。
彼はもはやカンザス州では医療行為をおこなうことができなくなっていたが、彼はミルフォードの診療所を開いたままにし、そして彼の二人の手下に担当させた。井の中の蛙である状態にうんざりし、ブリンクリーはメキシコから橋を渡ってすぐのところにあるテキサス州の活気のない街であるデル・リオに移住した。

## ブリンクリーとラジオ
メキシコ政府は、自国には何も与えず、北アメリカの無線周波数を北の隣人に分け与え、平等になることを切望していた。
このためブリンクリーに50,000ワットの無線免許を認可し、 彼の新しい「ボーダーブラスター」（他国を標的にした放送局）であるラジオ局XERの建設が始まった、コアウイラ州ビラ・アクニャ（のちにシウダード・アクニャと改称）のデル・リオの橋を渡ったところである。
建設が進むにつれて、フィッシュベインと米国国務省はブリンクリーのラジオ局建設をやめさせる方法を必死に探した。国務省の強い圧力により、メキシコ政府はXERの建設を中止したが、それは一時的なものにすぎなかった。
数週間のうちに建設が再開され、すぐに2つの300-フート (91 m)  の電波塔が空にそびえた。 XERのアンテナからAMダイヤルの840キロヘルツが送信され、1931年10月に最初の放送おこなわれた。ブリンクリーはそれを「国家間の陽光のラジオ局」と呼んだ。
ブリンクリーは彼の新しいボーダーブラスターを通じ、電話を使用しラジオ放送に流すことで、知事選のキャンペーンを再開した。
このアプローチはうまくいかず、1934年の選挙で再び敗退し、政治的活動は失われた。
ブリンクリーのアメリカの放送免許は取り消されていたが、XERの信号はカンザスまで届くほど強力だった。
1932年に、メキシコ政府は、ブリンクリーがさらに15万ワット増やすことを許可した。数ヵ月後、ブリンクリーは100万ワットまで増やすことを許可され、「地球上で最も遠く離れたところまで送信できる強力なラジオ局にした」。
当時の情報によると、信号は非常に強く、車のヘッドライトを点灯させ、ベッドのスプリングを鳴らし、放送が電話の通話に混信したという。地元住民はブリンクリーの放送を聞くのにラジオさえも必要せず、牧場主らは金属フェンスや歯科用器具を通じて放送を受信したという。
ブリンクリーは、商品の宣伝に重点を置いた以前のラジオ形式の医療アドバイスを続けた。 男性リスナーには、マーキュロクロム液の注射剤や丸薬を含む高価な調合剤が多数提供され、これらはすべて、性的能力を回復するのに役立つとされていた。
彼は住んでいたホテルの診療所で、前立腺手術も行った。 彼は他の広告主にラジオ放送時間を販売し始めた（1時間あたり1,700ドル、現在価値は25,500ドル）、さらに、「Crazy Water Crystals」、「本物っぽい」ダイヤモンド、生命保険、そしてイエス・キリストの直筆署名入りの絵画と称するものを含む宗教的な商品など、新しい詐欺の安物商品を生み出した。また、ブリンクリーは、彼のラジオ局の立ち上げに貢献した新進のカントリー歌手やルーツ音楽歌手の番組でラジオ放送を埋めつくした（パッツィー・モンタナ、レッド・フォレイ、ジーン・オートリー、ジミー・ロジャース、カーター・ファミリー、ピッカード・ファミリーなどを含む）。デル・リオは「田舎のハリウッド」として知られるようになった。
1932年にFRCが、「スポークス」（マインドリーダー、占い師、神秘主義者）と呼ぶ団体が、米国でラジオ放送することを禁じたとき、彼らの多くはブリンスキーのモデルを模倣し、メキシコで彼らボーダーブラスターを開設した。
1932年までに、XENT、XERB、XELO、XEGおよびXEPNを含む11のそのようなラジオ局が開局した。
まだ、ブリンクリーはミルフォードからデル・リオまで往復しており、電話でXERから放送することが多かった。
しかし1932年に、議会はブリンクリー法として知られている法律を可決、彼の移動を禁じた。ブリンクリーはこれに動じず、法律を回避するために最初の「録音」（今日では前録音と呼ばれる）をおこなった。
この頃、ブリンクリーはカンザス州とのつながりを完全に断ち切って病院を閉鎖し、デル・リオに新しい病院を開設することにした。
1934年、アメリカ合衆国からの圧力の結果、メキシコはブリンクリーの放送免許を取り消した。メキシコ軍の兵士は放送局前に到着し、彼を締め出した。しばらくの間、彼はコアウイラ州 、 ピエドラス・ネグラスにあるXEPNから放送しなければならなかった。
ブリンクリーは時折ヤギの生殖腺移植を行い続けたが、テキサスでは彼の施術はわずかに修正され、精管切除術と前立腺の「若返り」を行うようになった（手術当り最大1,000ドル（現在価値で18,300ドル）まで、またアフターケアのための彼独自の薬を処方した）。
ラジオの広告とスピーチに支えられた彼の事業は発展を続け、結腸を専門とする別の診療所をテキサス州サンファンに開設した。
1936年までに、ブリンクリーは16エーカー（6.5ヘクタール）の土地に彼と妻のための邸宅を建設するのに十分な富を集めた。
ブリンクリーの邸宅は、1ダースのキャデラック、温室、8000本の灌木に囲まれた泡立つ噴水庭園、 ガラパゴス諸島から輸入されたエキゾチックな動物、10フィート（3.0 m）飛び込み台のあるプール、を誇っていた。
1938年に競争相手の医師がブリンクリーのビジネスを真似てもっと安く始めるまで、彼は裕福な生活を送っていた。
デル・リオの重鎮たちが競争相手を廃業させることを拒んだとき、ブリンクリーは店を閉め、そして現在メリーレイク修道院である別の病院と一緒にアーカンソー州リトルロックのダウンタウンに再び開業した。デル・リオの競争相手は、アーカンソー州ユーレカスプリングに新しい癌センターを開設した、リトルロックの北西約150マイル (240 km)の地点であった。

## 裁判と死

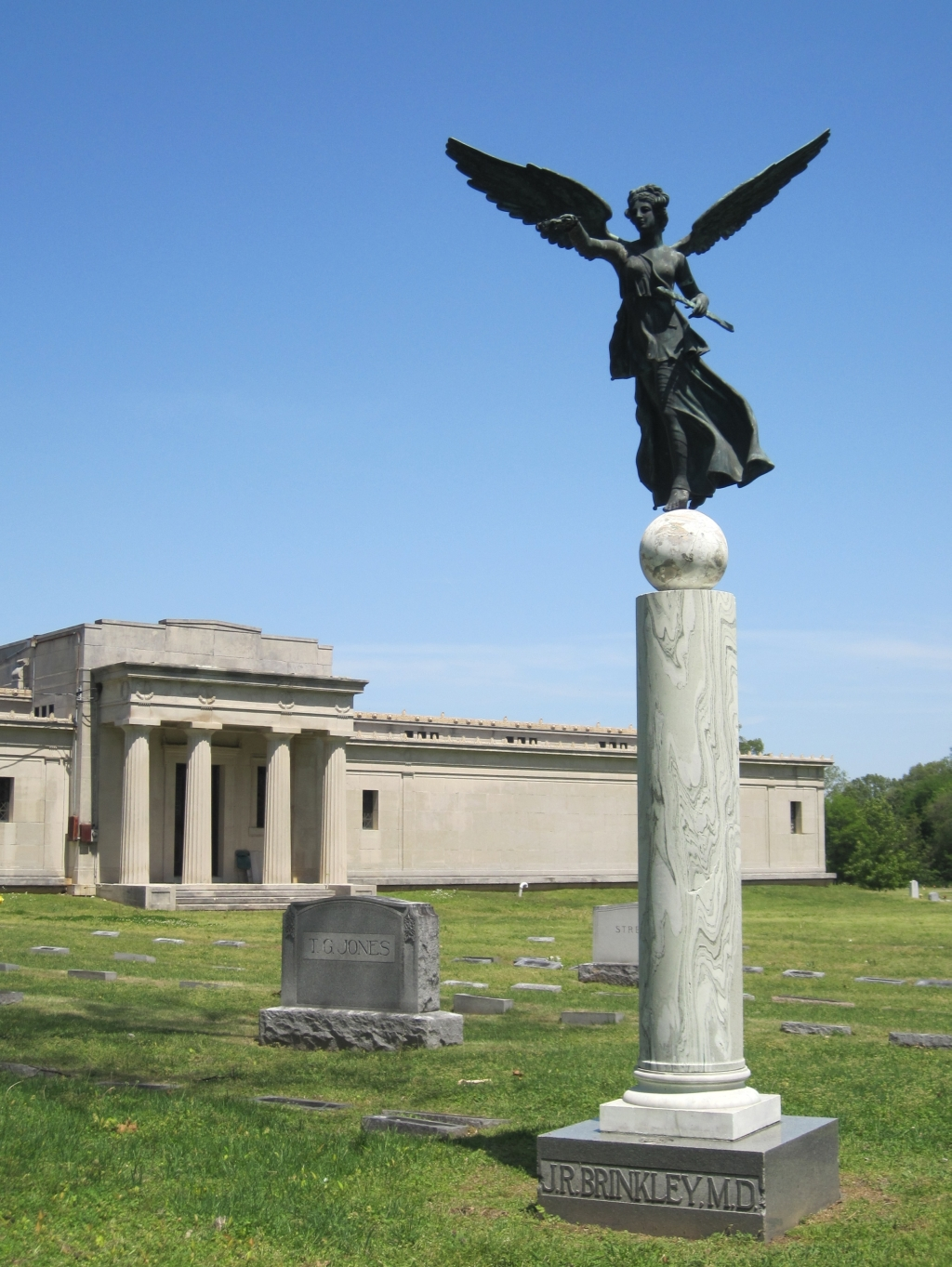
ジョンR.ブリンクリーの墓

1938年に、ブリンクリーの古い宿敵、モリス・フィッシュベインが復讐に燃えて再び登場する。
ブリンクリーはフィッシュベインを名誉毀損と25万ドルの損害賠償（現在価値で4,450万ドル）で提訴した。
裁判は1939年3月22日、テキサス州裁判官R. J. マクミランのもと開始された。数日後、陪審員は、フィッシュベインに対し、次のような有利な評決を述べた、ブリンクリーは「一般的によく理解されている意味において、いかさま師かつ偽医者と見なされるべきだ」。
この陪審評決は、ブリンクリーに対する訴訟が弾幕のように行われる契機となった、ある見積もりでは総額で300万ドルをはるかに超えたと言われている。
同じくこの頃、 内国歳入庁は彼の脱税の捜査を始めた。彼は1941年に破産を宣言した、同年、米国とメキシコは無線帯域幅を割り当てることで合意に達し、XERAを閉鎖した。
彼の破産後すぐに、 米国郵便局は郵便詐欺のために彼を調査し始めた。そして、ブリンクリーは3度の心臓発作を起こし、血行不良により片足を切断し、苦しんだ。
1942年5月26日、サンアントニオにおいて、ブリンクリーは一文無しで心不全により死亡した。さきの郵便詐欺事件は裁判が行われなかった。のちに、彼はテネシー州メンフィスのフォレストヒル墓地に埋葬された。
彼の墓は2017年初頭にいたずらされた。彼の墓の目印である円柱上の翼のある天使が切り取られ、盗まれた。
ブリンクリーマンションと一般に呼ばれる彼の家は、現在もデル・リオのクオリア・ドライブ512に現存し、テキサス歴史建造物番号13015に指定されている。

## 遺産
ブリンクリーの生涯と経歴について、20〜21世紀にいくつかの本が書かれた。
その中には、クレメント・ウッド（1934年または1936年）、ジェラルド・カーソン（1960年）、 R.アルトン・リー（2002年）、およびポープ・ブロック（2008年）がある。 2012年に、Brinkleyは、 Travel Channelシリーズの「Mysteries at the Museum」のシーズン3のエピソード1に取り上げられた。
2016年、監督のペニー・レーンはブリンクリーの生涯に関するドキュメンタリー映画「ナッツ！」を制作、この中でアニメーションで彼の生涯を説明している。
ポッドキャストのReply Allの第86話「Man of the People」はブリンクリーの人生に関するものである。
ポッドキャストのこのエピソードをもとにした映画が企画中で、監督はリチャード・リンクレイターで、アカデミー賞ノミネート男優のロバート・ダウニー・Jrが主演する。
ロックミュージシャンのリック・デリンジャーは、ヤギの生殖移植腺手術を受けたことを認めることをやめたにもかかわらず、今日までブリンクリーの医療施術の支持者であり続けている。デリンジャーの祖父はブリンクリーの親友であり、彼の施術を受けたことが知られている。
ライブコンサートの間、デリンジャーはヒット曲「Still Alive and Well」をブリンクリーの思い出のために捧げることがよくある。